# Ophiothrix foveolata
Ophiothrix foveolata är en ormstjärneart som beskrevs av Marktanner 1887. Ophiothrix foveolata ingår i släktet Ophiothrix och familjen Ophiothrichidae. Inga underarter finns listade i Catalogue of Life.